# Unterlangenegg
Unterlangenegg – gmina (niem. Einwohnergemeinde) w Szwajcarii, w kantonie Berno, w regionie administracyjnym Oberland, w okręgu Thun.

## Demografia
W Unterlangenegg mieszka 1 018 osób. W 2020 roku 1,8% populacji gminy stanowiły osoby urodzone poza Szwajcarią.